# La Cruz, Argentina
La Cruz är en kommunhuvudort i Argentina.   Den ligger i provinsen Corrientes, i den nordöstra delen av landet, 600 km norr om huvudstaden Buenos Aires. La Cruz ligger 69 meter över havet och antalet invånare är 8 591.
Terrängen runt La Cruz är mycket platt. La Cruz är det största samhället i trakten.
Trakten runt La Cruz består i huvudsak av gräsmarker. Runt La Cruz är det glesbefolkat, med 17 invånare per kvadratkilometer.